# Domingo Liotta

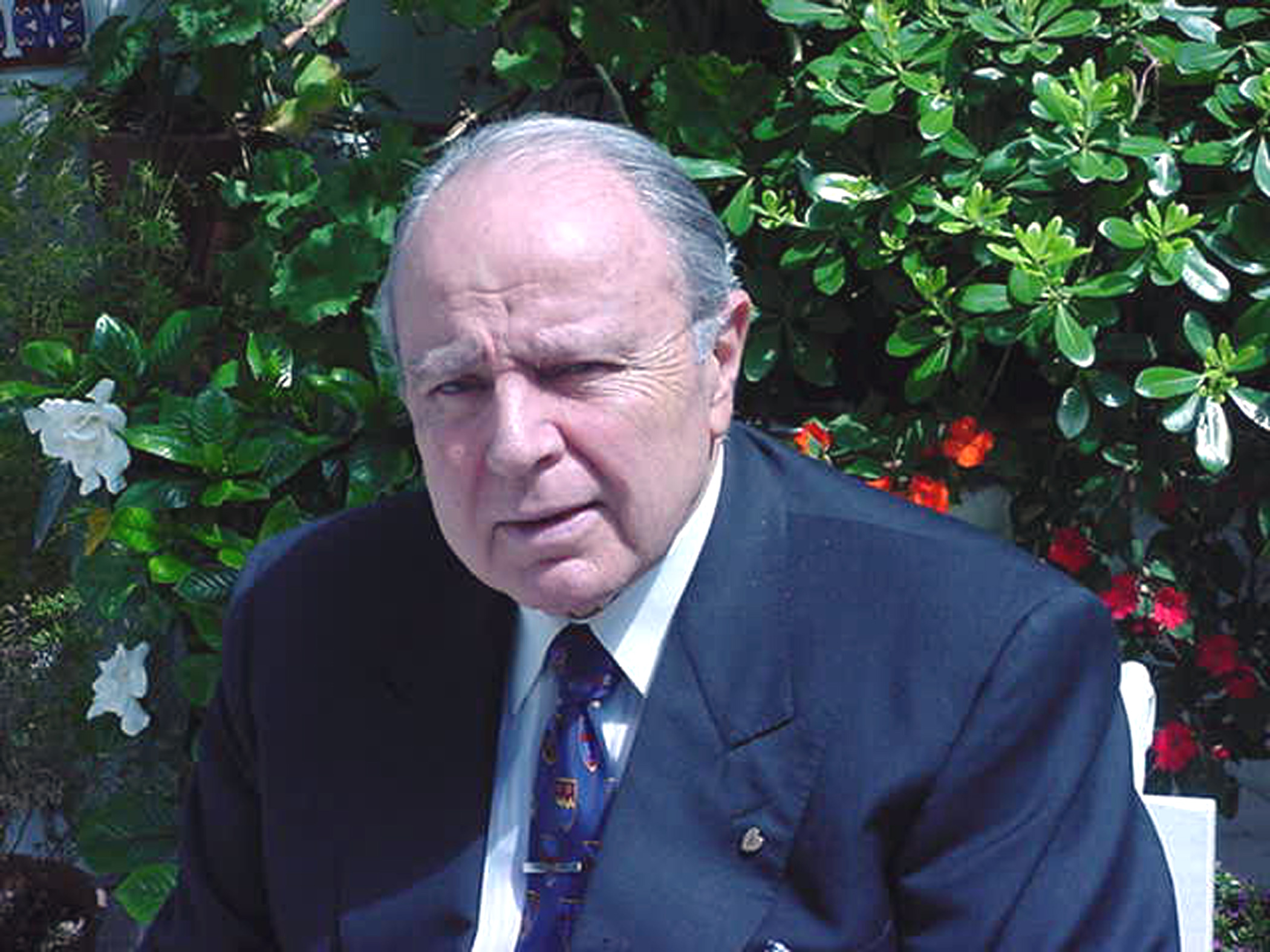
Domingo Liotta, 2007

Domingo Liotta (* 29. November 1924 in Diamante, Entre Ríos, Argentinien; † 31. August 2022) war ein argentinischer Arzt.

## Leben
Liottas Familie wanderte von Italien nach Argentinien aus, wo er Medizin an der Nationalen Universität Córdoba studierte. 1961 ging er in die Vereinigten Staaten, wo er eine Anstellung als Arzt am Baylor College of Medicine in Houston, Texas bei Michael Ellis DeBakey erhielt.
Der 47-jährige Patient Haskell Karp erhielt ein von Liotta entwickeltes Kunstherz, das nach 65 Stunden durch ein natürliches Herz ersetzt wurde. Kurz nach der Herztransplantation verstarb Karp.

## Preise und Auszeichnungen (Auswahl)
- 1969: Award of Merit, American Medical Association (gemeinsam mit Denton A. Cooley)